# Yusuke Nakatani
Pour les articles homonymes, voir Nakatani.
Yusuke Nakatani (中谷 勇介, Nakatani Yusuke) est un footballeur japonais né le 22 septembre 1978. Il évolue au poste de défenseur.

## Biographie
Yusuke Nakatani commence sa carrière professionnelle au Nagoya Grampus. Il est prêté en 1999 aux Urawa Red Diamonds puis en 2000 au Kawasaki Frontale.
En 2006, il rejoint les rangs du Kashiwa Reysol, puis en 2007 s'engage en faveur du Kyoto Sanga.
En 2011, Yusuke Nakatani signe au Tokyo Verdy.

## Palmarès
- Finaliste de la Coupe de la Ligue japonaise en 2000 avec le Kawasaki Frontale